# Iván Amozurrutia
Iván Amozurrutia Torres Landa (Ciudad de México; 12 de octubre de 1993) es un actor mexicano. hermano del también actor Diego Amozurrutia

## Carrera
Debutó en 2014, interviniendo en algunos episodios de la serie La rosa de Guadalupe. Entre 2016 y 2017, participó la emisión antológica, Como dice el dicho. En 2017, se dio a conocer en la telenovela  Enamorandome de Ramón, donde interpreta a Osvaldo y comparte créditos con Esmeralda Pimentel y José Ron.
En 2018, fue parte del elenco de La jefa del campeón, interpretando a René.
En 2019, participó en la serie de Telemundo Preso No. 1 como Evodio y en la telenovela de Televisa Médicos, línea de vida como Mario en una participación especial.
En 2021, obtuvo otro rol principal en la serie de La venganza de las Juanas, donde interpreta a Federico, al lado de Zuria Vega, Renata Notni, Juanita Arias, Oka Giner y Sofía Engberg.
En 2022, se unió al reparto de la serie de Netflix Oscuro deseo, en su segunda temporada, interpretando a Gerardo. Ese mismo año también obtiene su primer protagónico en otra serie titulada Donde hubo fuego, al lado de Esmeralda Pimentel.

## Vida personal
En 2017 inició una relación con la también actriz Ana Jimena Villanueva, a quien conoció durante las grabaciones de la telenovela Enamorándome de Ramón. A inicios de 2023 dieron por terminada su relación.
Desde 2023 se encuentra en una relación con la modelo rusa Alina Enero.

## Filmografía

### Cine
- Familia nacional (2023) .... Dylan[10]
- Criaturas ajenas (2019) .... Simón

### Televisión
- Mujeres asesinas (2024) .... Matías[11]
- El Señor de los Cielos (2024) .... Dr. Rafael Lazcano[12]
- El niñero (2023-2025) .... Gabriel Padilla[13][14]
- Perfil falso (2023) .... Vicente Gonzales[15]
- Donde hubo fuego (2022) .... Alfonso Quiroga[16]
- Oscuro deseo (2022) .... Gerardo[17][18]
- La venganza de las Juanas (2021) .... Federico Marroquín[19][20]
- Esta historia me suena (2021) .... Sergio
- Médicos, línea de vida (2019) .... Mario
- Preso No. 1 (2019) .... Evodio Alvarado
- La jefa del campeón (2018) .... René
- Enamorándome de Ramón (2017) .... Osvaldo Medina Sotomayor
- Como dice el dicho (2016-2019) .... Varios episodios
- La rosa de Guadalupe (2014-2019) .... Varios episodios